# Primož Ulaga
Primož Ulaga (Lubiana, 20 luglio 1962) è un dirigente sportivo ed ex saltatore con gli sci sloveno.
Durante quasi tutta la sua carriera agonistica gareggiò per la nazionale jugoslava.

## Biografia

### Carriera sciistica
In Coppa del Mondo esordì il 30 dicembre 1979 a Oberstdorf (41°), ottenne il primo podio il 21 marzo 1980 a Planica (3°) e la prima vittoria il 21 febbraio 1981 a Thunder Bay.
In carriera prese parte a due edizioni dei Giochi olimpici invernali, Sarajevo 1984 (57° nel trampolino normale, 13° nel trampolino lungo) e Calgary 1988 (30° nel trampolino normale, 40° nel trampolino lungo, 2° nella gara a squadre), a cinque dei Campionati mondiali (5° nella gara a squadre a Sarajevo/Rovaniemi/Engelberg 1984 il miglior piazzamento) e a due dei Mondiali di volo, vincendo una medaglia.

### Carriera dirigenziale
Dopo il ritiro rivestì varie cariche in seno alla Federazione sciistica della Slovenia, ricoprendo anche l'incarico di responsabile della squadra di sci nordico.

## Palmarès

### Olimpiadi
- 1 medaglia:
  - 1 argento (gara a squadre a Calgary 1988)

### Mondiali di volo
- 1 medaglia:
  - 1 argento (individuale a Oberstdorf 1988)

### Coppa del Mondo
- Miglior piazzamento in classifica generale: 3º nel 1988
- 23 podi:
  - 9 vittorie
  - 7 secondi posti
  - 7 terzi posti

#### Coppa del Mondo - vittorie
| Data             | Località    | Nazione     | Trampolino               |
| ---------------- | ----------- | ----------- | ------------------------ |
| 21 febbraio 1981 | Thunder Bay | Canada      | Big Thunder K89          |
| 27 marzo 1983    | Planica     | Jugoslavia  | Bloudkova velikanka K122 |
| 17 dicembre 1983 | Lake Placid | Stati Uniti | MacKenzie Intervale K86  |
| 7 dicembre 1985  | Thunder Bay | Canada      | Big Thunder K89          |
| 8 dicembre 1985  | Thunder Bay | Canada      | Big Thunder K120         |
| 4 gennaio 1987   | Innsbruck   | Austria     | Bergisel K109            |
| 25 gennaio 1987  | Sapporo     | Giappone    | Ōkurayama K115           |
| 26 marzo 1988    | Planica     | Jugoslavia  | Srednija K92             |
| 27 marzo 1988    | Planica     | Jugoslavia  | Bloudkova velikanka K120 |

#### Torneo dei quattro trampolini
- 4 podi di tappa[3]:
  - 1 vittoria
  - 1 secondo posto
  - 2 terzi posti